# Olga García
Olga García Pérez (Dosrius, Barcelona; 1 de junio de 1992) es una leyenda del fútbol femenino español y es una futbolista española que jugó como delantera. Actualmente está retirada después de una carrera exitosa. Es internacional por España 34 veces. 
Ha ganado tres Ligas y cuatro Copas de la Reina entre el Atlético de Madrid y el F. C. Barcelona.
Jugadora con un golpeo exquisito, potente de arrancada, habilidosa en uno contra uno y vertical de cara a portería.
Su pareja actual es Carla Suárez, extenista profesional. Juntas han tenido dos gemelas, Ona y Noa. 
Sus padres Luis Javier García y Montserrat Pérez son su apoyo incondicional. Tiene una hermana que se llama Patricia García Pérez.

## Trayectoria

### Inicios

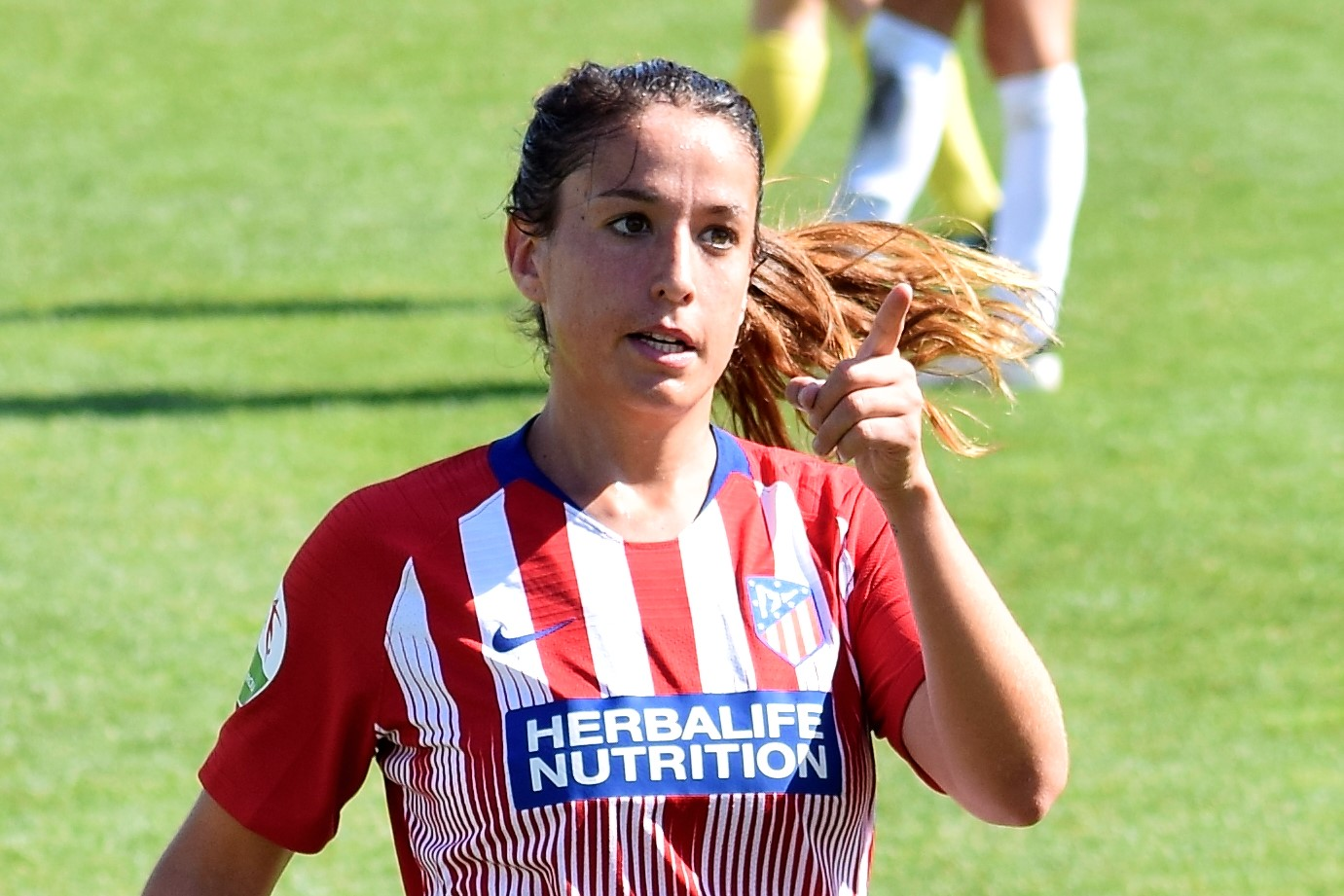
Olga García celebrando un gol con el Atlético de Madrid ante el EDF Logroño en septiembre de 2018.

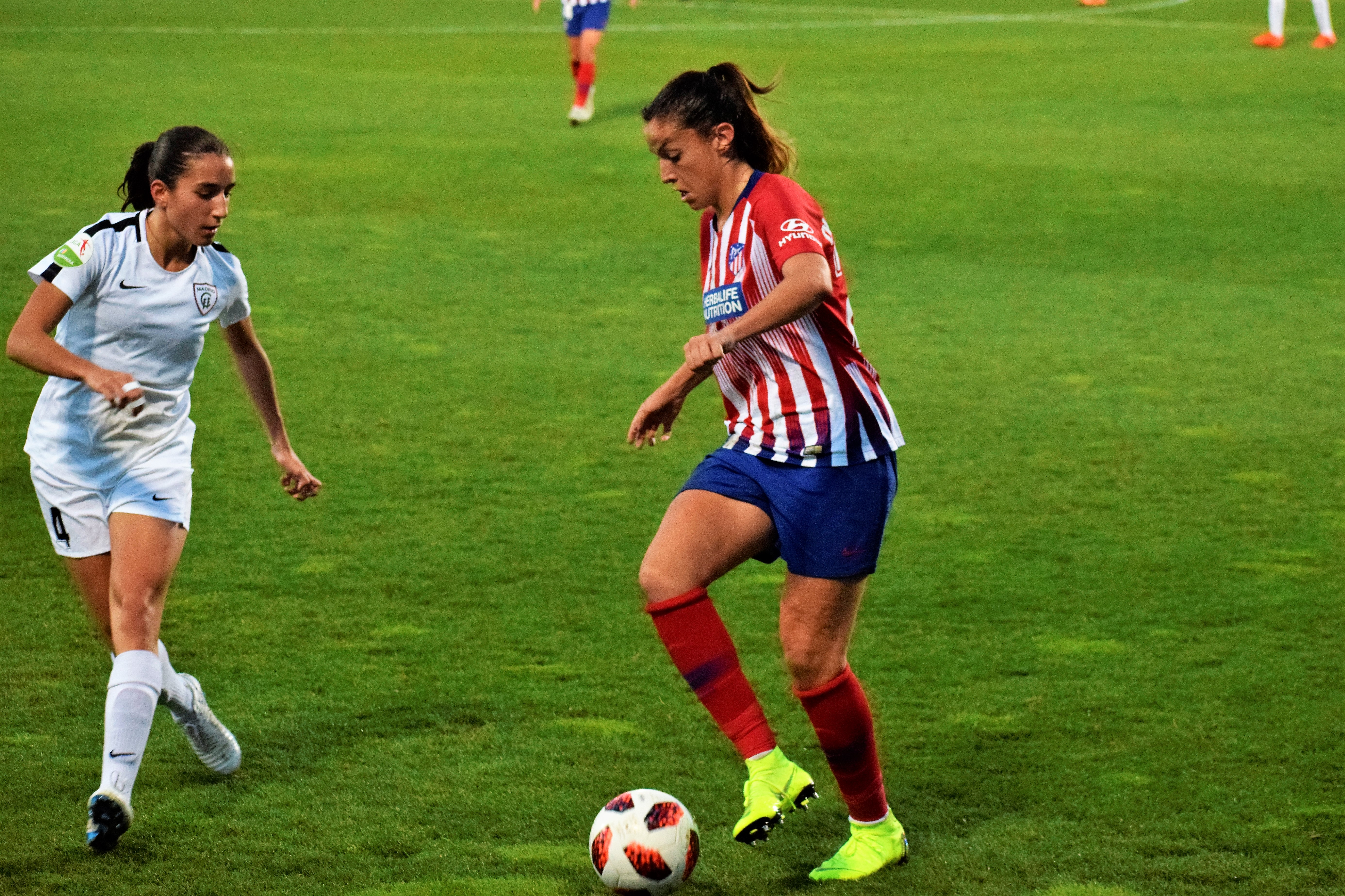
Olga García jugando contra el Madrid CFF en 2018.

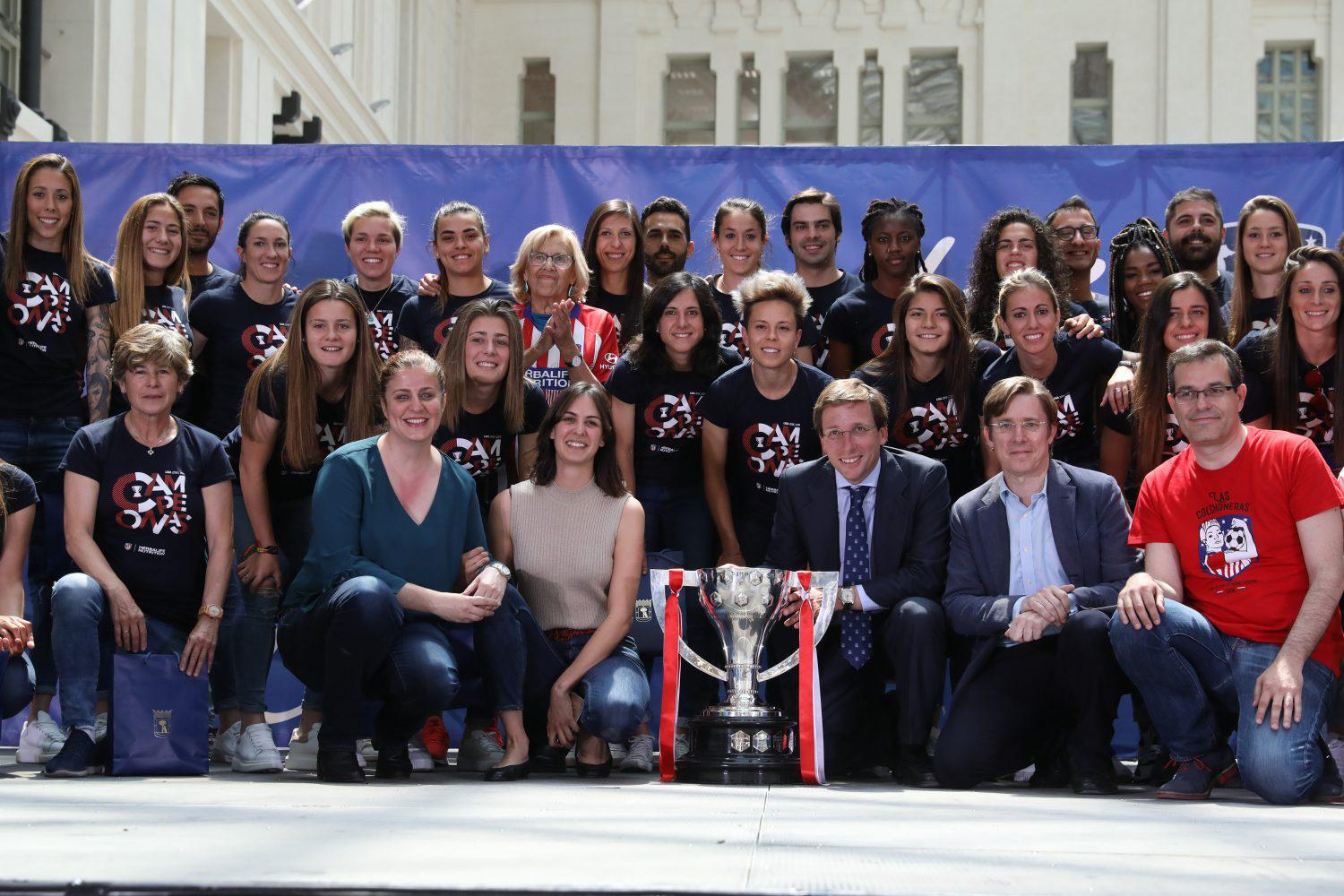
La alcaldesa recibe al equipo femenino del Atlético de Madrid ganador de la Liga Iberdrola 2019.

Comenzó su carrera de fútbol en la Penya Blanc i Blava de la Roca del Valles. Después formó parte de las filas del Futbol Sala Mataró durante dos años. En 2003 pasó a las categorías inferiores del F. C. Barcelona, tras ser descubierta por una ojeadora. Destacó en las categorías inferiores del club blaugrana, siendo la máxima goleadora de la Liga en las temporadas 2005-06 y 2006-07 y la máxima goleadora del Barcelona B la temporada 2009-10, en la que marcó 31 goles, y llegó a debutar con el primer equipo.

### Primera etapa en la primera plantilla del F. C. Barcelona
Subió a la plantilla del primer equipo en la temporada 2010-11 bajo la tutela de Xavi Llorens, y ganó la Copa Cataluña y la Copa de la Reina, marcando el gol de la victoria en la prórroga de la final, y siendo además la máxima goleadora del equipo con 25 goles. El equipo quedó en cuarta posición en la Liga. Esa temporada fue seleccionada en el Once de Oro de Fútbol Draft.
En la temporada 2011-12 marcó 23 goles y ganó su primera liga, y la del Barcelona. En la Copa de la Reina cayeron en semifinales ante el Athletic. Fue finalista del Once de Oro de Fútbol Draft.
En la temporada 2012-13 debutó en la Liga de Campeones el 5 de noviembre de 2012 al entrar como sustituta en el minuto 58 en dieciseisavos de final ante el Arsenal, en partido en el que ganaron las inglesas por 0-3, y ganó el doblete de liga y copa. En Liga marcó 13 goles, incluyendo el único tanto ante el levante Las Planas que les permitió seguir en la lucha por el torneo, y en Copa marcó en la prórroga de la eliminitoria ante el Atlético de Madrid.

### Levante U. D.
En la temporada 2013-14 fichó por el Levante U. D.. En su partido de debut con el Levante el 8 de septiembre de 2013 de la primera jornada de Liga ante el Granada C. F. dio una asistencia de gol a Guti, y el encuentro terminó con victoria granota por 4-1. En su primera temporada jugó los 30 partidos de liga, y marcó 6 goles. El equipo fue quinto en Liga y llegó a las semifinales de la Copa de la Reina.
En la temporada 2014-15 jugó 29 encuentros y marcó 11 goles, y el equipo volvió a quedar en quinta posición, y esta vez cayó en cuartos de final de la Copa de la Reina. Tras su segunda temporada en Valencia el 8 de junio de 2015 se despidió en una carta del club y la afición.

### Segunda etapa en el F. C. Barcelona
En la temporada 2015-16 volvió al FC Barcelona. En su primera temporada jugó habitualmente, marcando 10 goles y dando el doble de asistencias. Jugó todos los encuentros en Liga de Campeones, y dando una asistencia en el partido de vuelta de dieciseisavos de final ante el BIIK-Kazygurt
Y marcando los dos goles ante el Twente en los cuartos de final. Su buena temporada le valió ser nominada a mejor atacante de la Liga y mejor jugadora catalana.
En la temporada 16/17 jugó 27 encuentros y marcó 14 goles, siendo la segunda máxima goleadora del equipo tras Jennifer Hermoso. Empezó jugando de titular y salió en el once inicial en 9 ocasiones en los primeros 12 partidos de liga, y fue nominada a mejor jugadora de la jornada 7 de Liga al marcar tres goles al Fundación Albacete, pero luego fue suplente en la mayoría de los encuentros, incluyendo un partido de cuartos de final y la final de la Copa de la Reina, en la que el Barcelona ganó al Atlético de Madrid. En Liga de Campeones jugó los cuatro partidos de dieciseisavos y octavos de final y disputó 39 minutos ante el PSG en semifinales, en las que el equipo cayó eliminado. La Liga publicó que la jugadora perfecta tendría su pierna derecha tras una votación popular, fue la máxima goleadora catalana, y volvió a ser nominada como mejor jugadora catalana.
En la temporada 2017-18 dejó de contar con los minutos que esperaba y a jugar partidos de menos trascendencia, y no llegó a jugar la Copa de la Reina, que volvió a ganar el club azulgrana. El 4 de junio de 2018 anunció que dejaba el club tras 13 temporadas.

### Atlético de Madrid
Fichó por el Atlético de Madrid para la temporada 2018-19. Debutó con el Atlético de Madrid en un amistoso el 5 de agosto de 2018 ante el Atlético Huila en Colombia, y su primer partido oficial fue en la primera jornada de Liga ante el Málaga, saliendo desde el banquillo para sustituir a Amanda Sampedro y ganando por 0-4. Jugó 28 partidos de liga, siendo la jugadora que más partidos jugó saliendo de suplente, marcó 12 goles, y logró su tercer título de Liga. Sus mejores actuaciones llegaron en la jornada 10, con un gol y una asistencia y la jornada 11, con tres goles, por las que fue nominada a Mejor Jugadora de ambas jornadas. El periodista David Orenes destacó que a pesar de ser suplente sue números fueron de crack. En la Copa de la Reina jugó unos minutos en la final que el equipo perdió ante la Real Sociedad.
En la temporada 2019-20 apenas tuvo minutos jugando 13 partidos de liga pero siempre como suplente y nunca disponiendo de más de 30 minutos en el campo. Su único partido como titular fue el de vuelta de los dieciseisavos de final de la Copa de Campeones ante el Spartak Subotica en el que jugó como carrilera antes de ser sustituida en la segunda parte. La liga se suspendió con motivo de la pandemia del Covid-19, quedando subcampeona de liga. El 22 de mayo de 2020 anunció en sus redes sociales que no continuaría en el equipo la siguiente temporada.

## Selección nacional

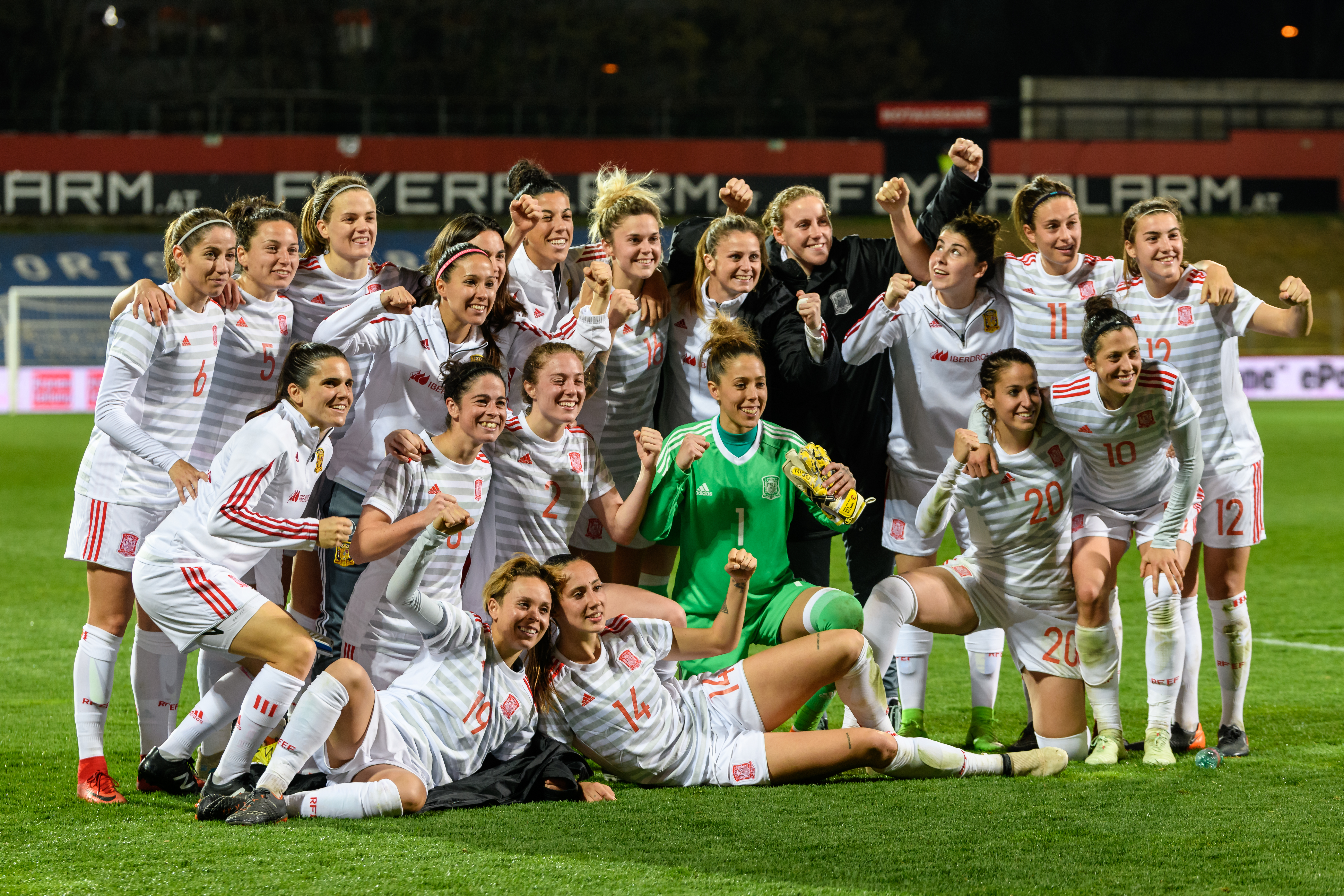
Olga García con la selección en abril de 2018 tras jugar contra Austria.

### Categorías inferiores
Fue internacional con las selecciones Sub-17 y Sub-19. En la categoría Sub-19 participó en la fase de clasificación del Campeonato Europeo de 2011, debutando el 11 de septiembre de 2010 ante Bosnia, encuentro en el que marcó el último gol de la victoria por 4-0. Volvió a jugar el día 13 ante Grecia, marcando dos goles, y disputó el tercer y último encuentro de la Primera fase de clasificación ante Dinamarca el día 16. España se clasificó a la siguiente fase con tres victorias. En la Ronda Élite jugó el encuentro ante Polonia el día 31 de marzo de 2011 y marcó un gol y volvió a jugar ante Escocia y Austria, marcando de nuevo el primer gol en el último encuentro. España volvió a clasificarse con tres victorias para la Fase Final,  que se disputó en Italia. Fue titular en el primer partido ante Países Bajos, en la que la selección empató a un gol. Jugó como suplente en la derrota por 1-0 del segundo partido ante Alemania, y fue de nuevo titular en la derrota por 5-1 ante Noruega, y en la que España quedó eliminada.

### Eurocopa de 2017
Fue convocada por primera vez con la categoría absoluta en octubre de 2011. Tras varias convocatorias debutó con la Selección Absoluta el 26 de noviembre de 2015 en partido clasificatorio para la Eurocopa de 2017 ante Irlanda, en el que marcó un gol. Jugó en total 5 partidos de la fase de clasificación, 4 como suplente, y siendo titular ante Finlandia. España venció todos sus encuentros y se clasificó como primera de grupo.
Marcó su segundo gol el 22 de enero de 2017 en un amistoso ante Suiza y volvió a marcar el 1 de marzo de 2017 en la Algarve Cup ante Japón. En ese torneo amistoso volvió a marcar ante Noruega y jugó ante Islandia como suplente.  En la final ante Canadá fue titular, estrellando un disparo contra el larguero, y España fue campeona del torneo.
Jorge Vilda hizo oficial la convocatoria de España para la Eurocopa de Países Bajos de 2017 el 20 de junio de 2017, en la que figuró Olga García. En el preparatorio de la Eurocopa marcó su quinto gol con la Selección ante Bélgica. Permaneció en el banquillo en el debut de la selección, en la que se ganó por 2-0 a Portugal. En el segundo encuentro ante Inglaterra entró en el campo en el minuto 73 cuando España perdía por 1-0, y en los minutos que permaneció en el campo Inglaterra marcó el segundo gol. En el tercer encuentro de la fase de grupo ante Escocia, en el que España perdió 1-0 pero se clasificó como segunda de grupo empatada a puntos con Escocia y Portugal, no saltó al campo. En los cuartos de final ante Austria entró en el minuto 56. El partido terminó con empate sin goles y se decidió por penaltis. Lanzó el primero y lo transformó, pero Silvia Meseguer no marcó el suyo y las lanzadoras austriacas marcaron sus 5 penaltis y España quedó eliminada.

### Mundial de 2019
Participó en 5 de los 8 encuentros de la fase clasificatoria del Mundial de 2019, 3 como titular y 2 como suplente y marcó un gol ante Finlandia. Entremedias, disputó la Cyprus Cup en 2018, en la que marcó un gol ante Austria y España se proclamó campeona. También participó en la Copa Algarve de 2019, en la que España no pudo repetir triunfo. Sin embargo, El 20 de mayo de 2019 no fue incluida en la lista de jugadoras de Jorge Vilda para el Mundial.

## Estadísticas

### Clubes
Actualizado al último partido disputado el 1 de marzo de 2020.
| Club | Div.          | Temporada     | Liga  | Liga  | Liga   | Copas (1) | Copas (1) | Copas (1) | Internacional (2) | Internacional (2) | Internacional (2) | Total (3) | Total (3) | Total (3) | Media goleadora |
| Club | Div.          | Temporada     | Part. | Goles | Asist. | Part.     | Goles     | Asist.    | Part.             | Goles             | Asist.            | Part.     | Goles     | Asist.    | Media goleadora |
| --- | ------------- | ------------- | ----- | ----- | ------ | --------- | --------- | --------- | ----------------- | ----------------- | ----------------- | --------- | --------- | --------- | --------------- |
| F. C. Barcelona · España | 1.ª           | 2010-11       |       | 25    |        | 3+        | 4+        |           |                   |                   |                   |           | 29+       |           |                 |
| F. C. Barcelona · España | 1.ª           | 2011-12       | 33    | 22    |        | 1         | -         | -         |                   |                   |                   | 34        | 22        |           | 0,65            |
| F. C. Barcelona · España | 1.ª           | 2012-13       | 29    | 13    |        | 5         | 1         | 1         | 2                 | -                 | -                 | 36        | 14        | 1+        | 0,39            |
| F. C. Barcelona · España | Total club    | Total club    | 62+   | 60    |        | 9+        | 5+        | 1+        | 2                 | 0                 | 0                 | 73+       | 65+       | 1+        |                 |
| Levante U. D. · España | 1.ª           | 2013-14       | 30    | 6     | 1+     | 4         | -         | -         | -                 | -                 | -                 | 34        | 6         | 1+        | 0,18            |
| Levante U. D. · España | 1.ª           | 2014-15       | 30    | 11    | 2+     | 1         | -         | -         | -                 | -                 | -                 | 31        | 11        | 2+        | 0,37            |
| Levante U. D. · España | Total club    | Total club    | 60    | 17    | 3+     | 5         | 0         | 0         | 0                 | 0                 | 0                 | 65        | 17        | 3+        | 0,27            |
| F. C. Barcelona · España | 1.ª           | 2015-16       | 28    | 7     | 3+     | 3         | -         | 1         | 6                 | 2                 | 1                 | 37        | 9         | 5+        | 0,24            |
| F. C. Barcelona · España | 1.ª           | 2016-17       | 27    | 14    | -      | 2         | -         | -         | 5                 | -                 | -                 | 34        | 14        | 0         | 0,41            |
| F. C. Barcelona · España | 1.ª           | 2017-18       | 15    | 1     | 3      | -         | -         | -         | 3                 | 1                 | -                 | 18        | 2         | 3         | 0,11            |
| F. C. Barcelona · España | Total club    | Total club    | 70    | 22    | 6+     | 5         | 0         | 1         | 14                | 3                 | 1                 | 89        | 25        | 8+        | 0,28            |
| Atlético de Madrid · España | 1.ª           | 2018-19       | 28    | 12    | 5      | 4         | -         | 1         | 2                 | -                 | -                 | 34        | 12        | 6         | 0,35            |
| Atlético de Madrid · España | 1.ª           | 2019-20       | 13    | 0     | 0      | 1         | 0         | 0         | 2                 | 0                 | 0                 | 16        | 0         | 0         | 0,00            |
| Atlético de Madrid · España | Total club    | Total club    | 41    | 12    | 5      | 5         | 0         | 1         | 4                 | 0                 | 0                 | 50        | 12        | 6         | 0,24            |
| Total carrera | Total carrera | Total carrera | 233+  | 111   | 14+    | 24+       | 5+        | 3+        | 20                | 3                 | 1                 | 277+      | 119+      | 18+       |                 |
| (1) Incluye datos de Copa de la Reina (2010-Act.). (2) Incluye datos de Liga de Campeones (2012-Act.) (3) No incluye goles en partidos amistosos. |               |               |       |       |        |           |           |           |                   |                   |                   |           |           |           |                 |

### Selección
Actualizado al último partido jugado el 24 de mayo de 2019.
| Selecciones                                                                                                | Año           | Europeo (4) | Europeo (4) | Europeo (4) | Mundial (4) | Mundial (4) | Mundial (4) | Amistosos | Amistosos | Amistosos | Total | Total | Total  | Media goleadora |
| Selecciones                                                                                                | Año           | Part.       | Goles       | Asist.      | Part.       | Goles       | Asist.      | Part.     | Goles     | Asist.    | Part. | Goles | Asist. | Media goleadora |
| --- | ------------- | ----------- | ----------- | ----------- | ----------- | ----------- | ----------- | --------- | --------- | --------- | ----- | ----- | ------ | --------------- |
| Sub-19 · España                                                                                            | 2010          | 3           | 3           | 0           | -           | -           | -           |           |           |           | 3     | 3     | 0      | 1.00            |
| Sub-19 · España                                                                                            | 2011          | 6           | 2           | 0           | -           | -           | -           |           |           |           | 6     | 2     | 0      | 0.33            |
| Sub-19 · España                                                                                            | Total         | 9           | 5           | 0           |             |             |             |           |           |           | 9     | 5     | 0      | 0,55            |
| Absoluta · España                                                                                          | 2015          | 2           | 1           | 0           | 0           | 0           | 0           | 0         | 0         | 0         | 2     | 1     | 0      | 0.50            |
| Absoluta · España                                                                                          | 2016          | 3           | 0           | 0           | -           | -           | -           | 3         | 0         | 0         | 6     | 0     | 0      | 0               |
| Absoluta · España                                                                                          | 2017          | 2           | 0           | 0           | 3           | 0           | 0           | 7         | 4         | 0         | 12    | 4     | 0      | 0.33            |
| Absoluta · España                                                                                          | 2018          | -           | -           | -           | 2           | 1           | 0           | 4         | 1         | 0         | 6     | 2     | 0      | 0.33            |
| Absoluta · España                                                                                          | 2019          |             |             |             |             |             |             | 5         | 0         | 0         | 5     | 0     | 0      | 0               |
| Absoluta · España                                                                                          | Total         | 7           | 1           | 0           | 5           | 1           | 0           | 19        | 5         | 0         | 31    | 7     | 0      | 0.23            |
| Total carrera                                                                                              | Total carrera | 16          | 5           | 0           | 5           | 1           | 0           | 19        | 4         | 0         | 40    | 12    | 0      | 0.30            |
| (4) Se incluyen partidos en fases clasificatorias, no incluye Torneo de Exentos ni Torneo Desarrollo UEFA. |               |             |             |             |             |             |             |           |           |           |       |       |        |                 |

#### Participaciones en Eurocopas
| Competición            | Categoría          | Sede         | Resultado        | Partidos | Goles |
| ---------------------- | ------------------ | ------------ | ---------------- | -------- | ----- |
| Europeo Sub-19 2011    | Sub-19             | Italia       | Fase de grupos   | 3        | 0     |
| Eurocopa Femenina 2017 | Selección absoluta | Países Bajos | Cuartos de final | 2        | 0     |
| Total                  | –                  | –            | –                | 5        | 0     |

## Palmarés

### Campeonatos nacionales
| Título           | Club               | País   | Año       |
| ---------------- | ------------------ | ------ | --------- |
| Copa de la Reina | F. C. Barcelona    | España | 2011      |
| Liga Española    | F. C. Barcelona    | España | 2012      |
| Liga Española    | F. C. Barcelona    | España | 2013      |
| Copa de la Reina | F. C. Barcelona    | España | 2013      |
| Copa de la Reina | F. C. Barcelona    | España | 2017      |
| Copa de la Reina | F. C. Barcelona    | España | 2018      |
| Primera División | Atlético de Madrid | España | 2018-2019 |

### Distinciones individuales
| Distinción                           | Año  |
| ------------------------------------ | ---- |
| Máxima goleadora del F. C. Barcelona | 2011 |
| Once de Oro Fútbol Draft             | 2011 |
| Finalista Once de Oro Fútbol Draft   | 2012 |
| Nominada a Mejor Jugadora Catalana   | 2016 |
| Máxima Goleadora Catalana            | 2017 |
| Nominada a Mejor Jugadora Catalana   | 2017 |